# Station Kargowa
Station Kargowa is een spoorwegstation in de Poolse plaats Kargowa.